# النقيل (ريمة)
النقيل هي إحدى قرى مديرية السلفية بمحافظة ريمة اليمنية، بلغ تعداد سكانها 1630 نسمة حسب إحصاء اليمن لعام 2004.